# Erzbistum Yaoundé
Das Erzbistum Yaoundé oder Yaunde (lat.: Archidioecesis Yaundensis) ist eine römisch-katholische Erzdiözese mit Sitz in Yaoundé (Jaunde), Kamerun.

## Geschichte
Papst Leo XIII. gründete die Apostolische Präfektur Kamerun am 18. März 1890 aus Gebietsabtretungen der Apostolischen Präfektur der zwei Guineas. Am 2. Januar 1905 wurde sie zum Apostolischen Vikariat. Am 12. Juni 1923 verlor dieses Teil seines Territoriums an die Apostolische Präfektur Buéa und am 31. März 1931 an die Apostolische Präfektur Douala. Mit dem Breve Sub anulo Piscatoris nahm es am 3. April 1931 den Namen apostolisches Vikariat Yaoundé an. Am 3. März 1949 verlor es einen Teil seines Territoriums an das Apostolische Vikariat Doumé.
Die Erhebung zum Metropolitanerzbistum erfolgte am 14. September 1955 mit der Apostolischen Konstitution Dum tantis. Am 24. Juni 1961, 6. Juli 1965 und 3. Juli 1987 verlor es weitere Teile seines Territoriums an das Bistum Mbalmayo, an die Apostolische Präfektur Bafia und an das Bistum Obala.

## Ordinarien

### Apostolischer Präfekt von Kamerun
- Heinrich Vieter SAC (18. März 1890 – 2. Januar 1905)

### Apostolische Vikare von Kamerun
- Heinrich Vieter SAC (2. Januar 1905 – 7. November 1914)
- Franziskus Xaver Hennemann SAC (7. November 1914; in Kamerun zum Bischof geweiht, danach Deutschlandaufenthalt; infolge des Ersten Weltkrieges konnte er nicht mehr nach Kamerun zurückkehren; 1916 wurden auch alle anderen deutschen Missionare aus Kamerun ausgewiesen; 26. Juni 1922 Apostolischer Präfekt von Kap der Guten Hoffnung, Zentral-Distrikt)
- François-Xavier Vogt CSSp (19. Mai 1923 – 3. April 1931)

### Apostolische Vikare von Yaoundé
- François-Xavier Vogt CSSp (3. April 1931 – 4. März 1943)
- René Graffin CSSp (4. März 1943 – 14. September 1955)

### Erzbischöfe von Yaoundé
- René Graffin CSSp (14. September 1955 – 6. September 1961)
- Jean Zoa (11. September 1961 – 20. März 1998)
- André Wouking (27. November 1998 – 10. November 2002)
- Simon-Victor Tonyé Bakot (18. Oktober 2003 – 29. Juli 2013)
- Jean Mbarga (seit 31. Oktober 2014)